# Kosti zapešća
Kosti zapešća (lat. ossa metacarpalia I-V) ili metakarpalne kosti su pet kostiju u šaci čovjeka, smještenih između kostiju članaka prstiju i kosti pešća. Kosti zapešća čine zapešće (lat. Metacarpus).
Metakarpalne kosti su po obliku duge kosti, koje se sastoje od trupa na čijem kraju su zadebljanja, baza (lat. basis) i glava (lat. caput). Na proksimalnom kraju nalazi se baza metakarpalne kosti uzglobljena s kostima pešća, dok se na distalnom kraju svake metakarpalne kosti, uzglobljen s proksimalnim člankom odgovarajućeg prsta, nalazi se glava metakarpalne kosti.
Kosti pešća obilježavaju se rednim brojevima, tako da se kost koja se veže na proksimalan članak palca označava brojem jedan, i tako redom do pete kosti pešća koja se veže na peti "mali" prst. Kosti pešća služe kao polaziše i hvatiše mišića šake.

## Zglobovi
Kod čovjeka, distalni dio svake metakarpalne (MC) kosti uzglobljen je se proksimalnim člankom odgovarajućeg prsta u metakarpofalangealnim zglobovima (I-V), dok je proksimalni dio:
- prve metakarpalne kosti zapešća uzglobljena je s trapeznom kosti (lat. os trapezium),
- druge metakarpalne kosti uzglobljen je s trapeznom, trapezoidnom kosti (lat. os trapezoideum), glavičastom kosti (lat. os capitatum) i proksimalnim dijelom treće metatarzalne kosti
- treće metakarpalne kosti uzglobljen je s glavičastom kosti, te proksimalnim dijelovima druge i četvrte MC kosti
- četvrte metakarpalne kosti uzglobljen je s glavičastom kosti i kukastom kosti (lat. os hamatum), te proksimalnim dijelom treće i pete MC kosti
- pete metakarpalne kosti uzglobljen je s kukastom kosti i proksimalnim dijelom četvrte MC kosti